# Élections législatives autrichiennes de 1990
Les élections législatives autrichiennes de 1990 (Nationalratswahl in Österreich 1990, en allemand), se sont tenues le 7 octobre 1990, en vue d'élire les cent quatre-vingt-trois députés du Conseil national, pour un mandat de quatre ans.
Le Parti socialiste d'Autriche remporte ces élections devant les conservateurs affaiblis.

## Contexte
Franz Vranitzky est chancelier depuis 1986, il est à la tête d'une coalition avec l'ÖVP.
Les dirigeants des grands partis ont presque tous changés depuis la dernière élection, Franz Vranitzky dirige le Parti social-démocrate d'Autriche depuis 1988 tout comme Johannes Voggenhuber, porte-parole des Verts et Josef Riegler est à la tête du parti conservateur depuis 1989.

## Mode de scrutin

Carte des neuf Länder.

L'Autriche est une république semi-présidentielle dotée d'un parlement bicaméral.
Sa chambre basse, le Conseil national (en allemand : Nationalrat), est composée de 165 députés élus pour cinq ans selon un mode de scrutin proportionnel de liste bloquées dans neuf circonscriptions, qui correspondent aux Länder, à raison de 7 à 36 sièges par circonscription selon leur population. Elles sont ensuite subdivisées en un total de 43 circonscriptions régionales.
Le seuil électoral est fixé à 4 % ou un siège d'une circonscription régionale. La répartition se fait à la méthode de Hare au niveau régional puis suivant la méthode d'Hondt au niveau fédéral.
Bien que les listes soit bloquées, interdisant l'ajout de noms n'y figurant pas, les électeurs ont la possibilité d'exprimer une préférence pour un maximum de trois candidats, permettant à ces derniers d'être placés en tête de liste pour peu qu'ils totalisent un minimum de 14 %, 10 % ou 7 % des voix respectivement au niveau régional, des Länder, et fédéral. Le vote, non obligatoire, est possible à partir de l'âge de 19 ans.

## Partis et têtes de liste
| Parti | Parti                                                           | Idéologie                                                      | Tête de liste                                                                   | Résultat en 1986           |
| ----- | --------------------------------------------------------------- | -------------------------------------------------------------- | ------------------------------------------------------------------------------- | -------------------------- |
|       | Parti socialiste d'Autriche Sozialistische Partei Österreichs   | Centre gauche Social-démocratie, progressisme                  | Franz Vranitzky (Chancelier fédéral)                                            | 43,1 % des voix 80 députés |
|       | Parti populaire autrichien Österreichische Volkspartei          | Centre droit Démocratie chrétienne, conservatisme, libéralisme | Josef Riegler (Ministre fédéral du Fédéralisme et des Réformes administratives) | 41,3 % des voix 77 députés |
|       | Parti de la liberté d'Autriche Freiheitliche Partei Österreichs | Extrême droite Nationalisme, conservatisme, euroscepticisme    | Jörg Haider                                                                     | 9,7 % des voix 18 députés  |
|       | Alternative verte Die Grüne Alternative                         | Centre gauche Écologie politique, progressisme                 | Johannes Voggenhuber                                                            | 4,8 % des voix 8 députés   |

## Résultats

### Nationaux
|                        |                                          |           |       |      |        |               |  |  |  |  |  |  |  |  |
| Parti                  | Parti                                    | Voix      | %     | +/-  | Sièges | +/-           |  |  |  |  |  |  |  |  |
|                        | Parti socialiste d'Autriche (SPÖ)        | 2 012 787 | 42,78 | 0,34 | 80     | en stagnation |  |  |  |  |  |  |  |  |
|                        | Parti populaire autrichien (ÖVP)         | 1 508 600 | 32,07 | 9,22 | 60     | 17            |  |  |  |  |  |  |  |  |
|                        | Parti de la liberté d'Autriche (FPÖ)     | 782 648   | 16,64 | 6,91 | 33     | 15            |  |  |  |  |  |  |  |  |
|                        | Alternative verte (Grüne)                | 225 084   | 4,78  | 0,04 | 10     | 2             |  |  |  |  |  |  |  |  |
|                        | Verts unis d'Autriche (VGÖ)              | 92 277    | 1,96  | 1,94 | 0      | en stagnation |  |  |  |  |  |  |  |  |
|                        | Alliance des assistés sociaux (VDS)      | 35 833    | 0,76  | Nv.  | 0      | en stagnation |  |  |  |  |  |  |  |  |
|                        | Parti communiste d'Autriche (KPÖ)        | 25 682    | 0,55  | 0,17 | 0      | en stagnation |  |  |  |  |  |  |  |  |
|                        | Communauté des électeurs chrétiens (CWG) | 9 263     | 0,20  | Nv.  | 0      | en stagnation |  |  |  |  |  |  |  |  |
|                        | Autres                                   | 12 720    | 0,27  | –    | 0      | en stagnation |  |  |  |  |  |  |  |  |
|                        |                                          |           |       |      |        |               |  |  |  |  |  |  |  |  |
| Suffrages exprimés     | Suffrages exprimés                       | 4 704 894 | 97,03 |      |        |               |  |  |  |  |  |  |  |  |
| Votes blancs et nuls   | Votes blancs et nuls                     | 143 847   | 2,97  |      |        |               |  |  |  |  |  |  |  |  |
| Total                  | Total                                    | 4 848 741 | 100   | –    | 183    | en stagnation |  |  |  |  |  |  |  |  |
| Abstention             | Abstention                               | 780 171   | 13,86 |      |        |               |  |  |  |  |  |  |  |  |
| Inscrits/Participation | Inscrits/Participation                   | 5 628 912 | 86,14 |      |        |               |  |  |  |  |  |  |  |  |

### Analyse
Le Parti socialiste d'Autriche conserve la première place avec 42,78 %, le Parti populaire autrichien s'effondre de 9 % tandis que le Parti de la liberté d'Autriche fait une poussé de 7 % atteignant 16,64 %.

### Conséquences
Franz Vranitzky forme un troisième gouvernement avec les conservateurs. Ils possèdent ensemble moins de députés qu'en 1986, 140 députés soit 76,5 % des sièges.